# Alain Wicki
Alain Wicki es un deportista suizo que compitió en skeleton.
Ganó tres medallas en el Campeonato Mundial de Skeleton entre los años 1982 y 1998, y tres medallas en el Campeonato Mundial de Skeleton entre los años 1983 y 1988.

## Palmarés internacional
| Campeonato Mundial | Campeonato Mundial    | Campeonato Mundial | Campeonato Mundial |
| Año                | Lugar                 | Medalla            | Prueba             |
| ------------------ | --------------------- | ------------------ | ------------------ |
| 1982               | Sankt Moritz (Suiza)  | Medalla de bronce  | Individual         |
| 1989               | Sankt Moritz (Suiza)  | Medalla de oro     | Individual         |
| 1998               | Sankt Moritz (Suiza)  | Medalla de plata   | Individual         |
| Campeonato Europeo |                       |                    |                    |
| Año                | Lugar                 | Medalla            | Prueba             |
| 1983               | Igls (Austria)        | Medalla de oro     | Individual         |
| 1987               | Sarajevo (Yugoslavia) | Medalla de bronce  | Individual         |
| 1988               | Winterberg (RFA)      | Medalla de oro     | Individual         |